# Luke Thompson (rugby à XV)
Pour les articles homonymes, voir Luke Thompson.

a Compétitions nationales et continentales officielles uniquement.

b Matchs officiels uniquement.
Dernière mise à jour le 16 août 2022.
Luke Thompson, né le 16 avril 1981 à Christchurch (Nouvelle-Zélande), est un joueur de rugby à XV international japonais d'origine néo-zélandaise, évoluant aux postes de deuxième ligne ou troisième ligne aile. Il évolue dans le club des Kintetsu Liners en Top League entre 2006 et 2020. Il mesure 1,96 m pour 108 kg.

## Carrière

### En club
Luke Thompson a commencé par évoluer avec la province de Canterbury RFC en NPC, mais bloqué par la concurrence de joueurs comme Chris Jack ou Brad Thorn, il décide en 2004 de s'expatrier vers le Japon.
Il rejoint alors le club des Sanyo Wild Knights qui évolue en Top League avec qui il joue deux saisons, avant de rejoindre les Kintetsu Liners en 2006.
Il rejoint en 2019 la franchise japonaise des Sunwolves évoluant en Super Rugby.
En 2020, il décide de mettre un terme à sa carrière, après avoir aidé son club de des Kintetsu Liners à remonter en première division,.
Après une année éloigné des terrains, il décide de reprendre sa carrière à plus de 40 ans et s'engage avec les Shining Arcs Tokyo-Bay Urayasu dans la nouvelle League One,. Il joue huit matchs lors de la saison, mais son club cesse définitivement ses activités au terme de cette première année. Il s'engage dans la foulée avec l'équipe qui lui succède pour la saison 2023, les Urayasu D-Rocks.

### En équipe nationale
Luke Thompson devient sélectionnable avec le Japon à partir de 2007, car il a joué plus de trois ans dans le championnat local et il n'a jamais porté les couleurs de son pays d'origine.
Il obtient donc sa première cape internationale avec l'équipe du Japon le 29 avril 2007 à l’occasion d’un match contre l'équipe de Hong Kong à Tokyo.
Il est sélectionné par John Kirwan pour participer à la coupe du monde 2007 en France. Il dispute trois matchs contre les Fidji, le pays de Galles et le Canada.
En 2011, il participe à sa deuxième coupe du monde lors de l'édition 2011 en Nouvelle-Zélande. Il dispute trois matchs contre la France, les Tonga et le Canada.
Il fait partie du groupe japonais choisi par Eddie Jones pour participer à la coupe du monde 2015 en Angleterre. Il dispute quatre matchs contre l'Afrique du Sud, l'Écosse, les Samoa et les États-Unis.
En 2019, il est retenu à l'âge de 38 ans dans le groupe sélectionné pour jouer la Coupe du monde disputée à domicile. Il dispute alors sa quatrième compétition mondiale, et il est le plus vieux joueur du tournoi. Il dispute quatre rencontres, dont le premier quart de finale de l'histoire japonaise contre l'équipe d'Afrique du Sud.

## Palmarès

### En club
- Champion de Top League Ouest A en 2006 et 2007.

### En équipe nationale
- 71 sélections
- 45 points (9 essais)

- Participations aux coupes du monde 2007, 2011, 2015 et 2019.
- Vainqueur du Tournoi des 5 nations asiatique en 2009, 2010, 2011 et 2014.